# Унакытан, Кемаль
Кемаль Унакытан (14 февраля 1946, дер. Домурджалы, провинция Эдирне, Турция — 12 октября 2016, Стамбул, Турция) — турецкий бизнесмен и государственный деятель, министр финансов Турецкой Республики (2002—2009).

## Биография
Имел крымско-татарское происхождение.
В 1968 г. окончил факультет экономики и административных наук университета Гази (Экономическая и коммерческая академия наук Анкары). Затем он работал специалистом по расчетам в Министерстве финансов.
Являлся генеральным директором и финансовым координатором BİRKO Trade and Industry Ltd. (BİRKO Ticaret ve Sanayi AŞ), заместителем генерального директора, генеральным директором и членом совета директоров целлюлозно-бумажных комбинатов Турции (Türkiye Selüloz ve Kagıt Fabrikalarında (SEKA)), генеральным директором текстильной компании Bahariye (Бахарие Менсукат), членом совета директоров финансовой группы Albaraka Türk, генеральным директором и членом исполнительного комитета внешнеторговой компании BEM, а также членом наблюдательного совета финансовой группы Family Finans.
В 2002 г. был избран членом Великого национального собрания Турции от «Партии Справедливости и развития», представлял Стамбул.
В 2002—2009 гг. занимал должность министра финансов Турции. Во время своего пребывания на посту министра финансов в значительной степени концентрировался на вопросах привлечения денежных средств для исполнения казначейских обязательств, поскольку собираемые налоги не могли компенсировать издержки накопленного государственного долга. В этой связи инициировал продажу находившихся в государственной собственности лесных участков, повысил пошлины и косвенные налоги, ввел дополнительные пошлины и платежи, такие как его «фонд страхования от последствий землетрясений» («permanent earthquake fund»). На сессиях Великого национального собрания трижды откланялись предложения о вынесении недоверия министру финансов (в октябре 2005 г., феврале 2006 г. и марте 2006 г.).
В последние годы тяжело болел, что стало следствием тяжелого пищевого отравления, перенесённого в 2005 году; в 2009 г. был вынужден пройти процедуру шунтирования, в 2013 г. — операцию по пересадке почки.